# Championnats panaméricains de karaté 2016
Navigation
Édition précédente Édition suivante
Les championnats panaméricains de karaté 2016 ont eu lieu du 26 au 28 mai 2016 à Rio de Janeiro, au Brésil. Il s'agit de la trentième édition des championnats  panaméricains de karaté organisés chaque année par la Fédération panaméricaine de karaté.